# Hoogstraten
Hoogstraten (nederländskt uttal: [ˈɦoːxstraːtə(n)]) är en kommun i provinsen Antwerpen i regionen Flandern i Belgien. Kommunen har cirka 21 424 invånare (2020).